# Sender Reichenau (Ermatingen)
Der Sender Reichenau (Ermatingen) ist ein Füllsender der Swisscom Broadcast für Hörfunk. Obwohl es sich um einen Sender eines Schweizer Dienstleisters handelt, befindet er sich auf dem Gebiet der deutschen Bodenseeinsel Reichenau, ca. 1,5 Kilometer südöstlich der Ortsmitte des Ortes Mittelzell. Von der Swisscom wird er daher innerbetrieblich als Sender Ermatingen bezeichnet. Als Antennenträger kommt ein freistehender Stahlrohrmast zum Einsatz.
Von hier aus wird die Gemeinde Ermatingen in der Schweiz und die nahe Umgebung mit den Rundfunkprogrammen SRF 1, SRF 2 und SRF 3 von Schweizer Radio DRS versorgt. Zudem ist die Frequenz 91,6 MHz mit einer Sendeleistung von 0,05 kW bereits für die Rundfunkausstrahlung koordiniert.

## Frequenzen und Programme

### Analoger Hörfunk (UKW)
Folgende Hörfunkprogramme werden auf UKW abgestrahlt:
| Frequenz (MHz) | Programm           | Senderlogo | RDS PS            | RDS PI                | Regionalisierung | ERP (kW) | Antennendiagramm rund (ND)/gerichtet (D) | Polarisation horizontal (H)/vertikal (V) |
| -------------- | ------------------ | ---------- | ----------------- | --------------------- | ---------------- | -------- | ---------------------------------------- | ---------------------------------------- |
| 92,9           | Radio SRF 1        |            | SRF_1_SG _SRF_1__ | 49B1 (regional), 43B1 | St. Gallen       | 0,05     | D (140–190°)                             | H                                        |
| 99,1           | Radio SRF 2 Kultur |            | _SRF_2__          | 43B2                  | –                | 0,05     | D (140–190°)                             | H                                        |
| 104,2          | Radio SRF 3        |            | _SRF_3__          | 43B3                  | –                | 0,05     | D (140–190°)                             | H                                        |

### Analoges Fernsehen (PAL)
Vor der Umstellung auf DVB-T diente der Sendestandort weiterhin für analoges Fernsehen.
| Kanal | Frequenz (MHz) | Programm | ERP (kW) | Sendediagramm rund (ND)/ gerichtet (D) | Polarisation horizontal (H)/ vertikal (V) |
| ----- | -------------- | -------- | -------- | -------------------------------------- | ----------------------------------------- |
| 61    | 791,25         | SF 1     | 0,02     | D                                      | H                                         |
| 64    | 815,25         | SF zwei  | 0,02     | D                                      | H                                         |
| 67    | 839,25         | TSI 1    | 0,02     | D                                      | H                                         |